# Rosengarten (Germania)
Rosengarten è un comune di 13.385 abitanti della Bassa Sassonia, in Germania.
Appartiene al circondario (Landkreis) di Harburg (targa WL).